# NGC 5319
NGC 5319 is een spiraalvormig sterrenstelsel in het sterrenbeeld Jachthonden. Het hemelobject werd op 27 maart 1856 ontdekt door de Ierse astronoom William Parsons.

## Synoniemen
- KUG 1348+340
- PGC 84061